# Stephon Gilmore
Stephon Stiles Gilmore (Rock Hill, 19 settembre 1990) è un giocatore di football americano statunitense che milita nel ruolo di cornerback per i Minnesota Vikings della National Football League (NFL). Fu scelto dai Buffalo Bills come decimo assoluto del Draft NFL 2012. Al college ha giocato a football alla University of South Carolina.

## Carriera professionistica

### Buffalo Bills

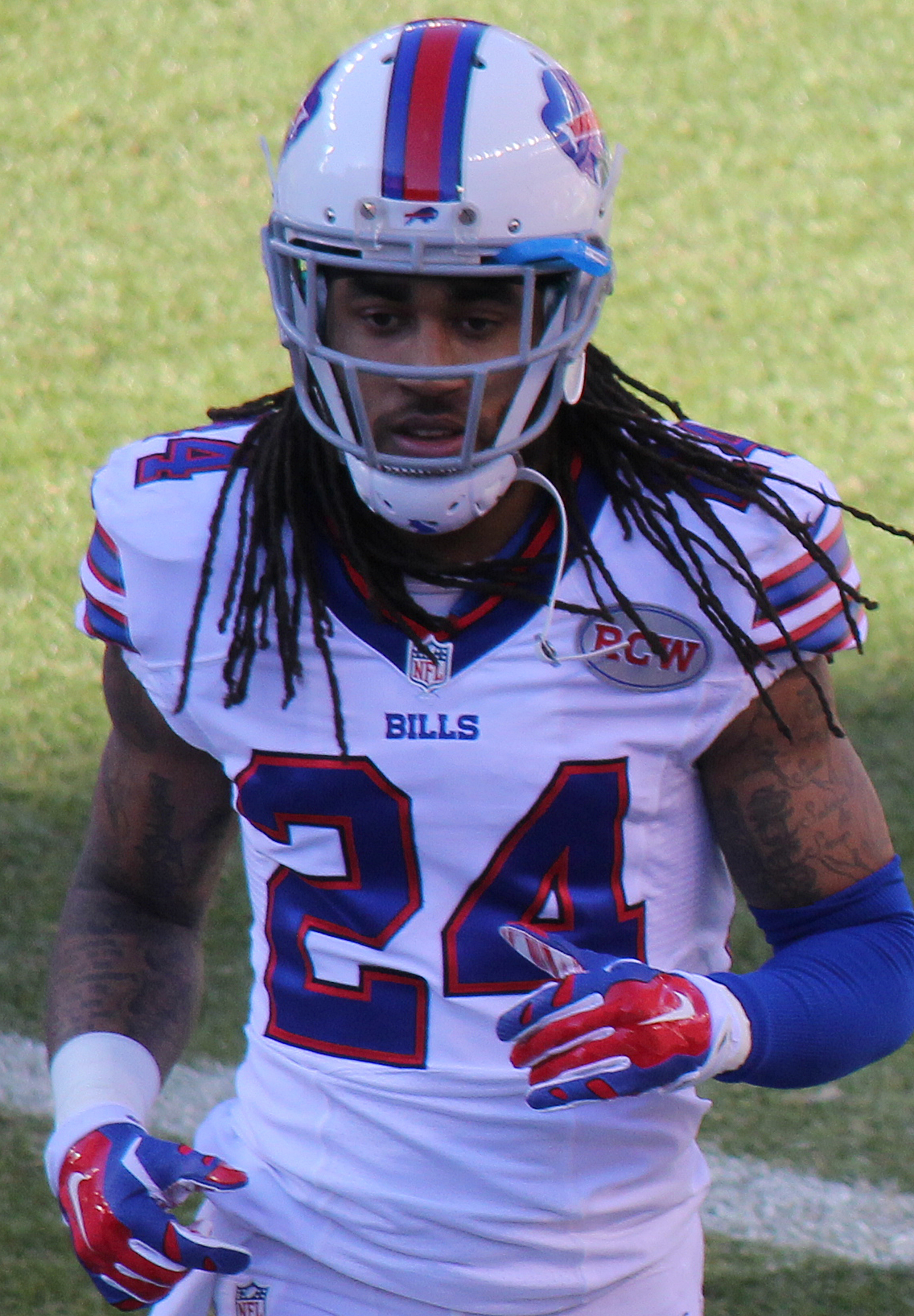
Gilmore nel 2014.

Gilmore era considerato come uno dei migliori prospetti tra i cornerback nella classe del proprio draft. Il 26 aprile 2012 fu scelto come decimo assoluto del draft 2012 dai Buffalo Bills. Fu il giocatore difensivo proveniente da South Carolina scelto più in alto dai tempi di Dunta Robinson nel 2004. Il 17 maggio firmò con un contratto quadriennale del valore di 12,1 milioni di dollari.
Il 9 settembre, nella partita di debutto da professionista, Gilmore mise a segno cinque tackle e forzò un fumble nella sconfitta per 48-28 contro i New York Jets. Nel turno successivo, i Bills ottennero la prima vittoria stagionale: Gilmore guidò la squadra con 7 tackle e 3 passaggi deviati.
Nel Thursday Night della settimana 11 i Bills tennero vive le loro flebili speranze di centrare i playoff vincendo contro i Miami Dolphins. Il rookie mise a segno tre tackle e forzò un fumble. La sua prima stagione si concluse con 61 tackle, un intercetto e tre fumble forzati.
Il primo intercetto della stagione 2013, Gilmore lo mise a segno nella settimana 14 contro i Tampa Bay Buccaneers, ripetendosi anche la settimana successiva nella vittoria sui Jacksonville Jaguars. La sua seconda annata si concluse con 32 tackle e 2 intercetti in 11 presenze, 9 delle quali come titolare. Nel 2014 disputò 14 sfide, tutte come partente, con un nuovo primato personale di tre intercetti, ritornati per 61 yard.
Nel quinto turno della stagione 2015, Gilmore intercettò Marcus Mariota dei Titans a un minuto e mezzo dal termine, sigillando la vittoria per la sua squadra.
Nel 2016, Gilmore fu convocato per il suo primo Pro Bowl dopo avere guidato la squadra con 5 intercetti, il massimo per un giocatore dei Bills da quando Jairus Byrd ne fece registrare lo stesso numero nel 2012.

### New England Patriots
Il 9 marzo 2017, Gilmore firmò un contratto quinquennale del valore di 65 milioni di dollari con i New England Patriots. Il primo intercetto con la nuova maglia lo fece registrare nel terzo turno sul rookie dei Texans Deshaun Watson.
Nel 2018 Gilmore fu convocato per il suo secondo Pro Bowl ed inserito per la prima volta nel First-team All-Pro dopo avere messo a segno 45 placcaggi, 2 intercetti ed essersi classificato secondo nella lega con 20 passaggi deviati. Il sito Pro Football Focus, che stila un punteggio per ogni giocata di tutti gli atleti, lo classificò come il miglior cornerback della lega. Alla fine della stagione partì come titolare nel Super Bowl LIII vinto contro i Los Angeles Rams per 13-3.
Nel secondo turno della stagione 2019, Gilmore intercettò un passaggio di Ryan Fitzpatrick dei Dolphins ritornando il pallone in touchdown. Alla fine di ottobre fu premiato come difensore del mese della AFC dopo avere guidato la NFL con 7 passaggi deviati, oltre a 2 intercetti, con la difesa dei Patriots che in tutto il mese concesse due soli touchdown su passaggio. Nel quindicesimo turno fece registrare due intercetti su Andy Dalton, di cui uno ritornato in touchdown, nella vittoria sui Bengals che qualificò i Patriots ai playoff. A fine stagione fu convocato per il suo terzo Pro Bowl e inserito nel First-team All-Pro dopo avere guidato la NFL con 6 intercetti a pari merito. Il 1º febbraio 2020 fu premiato come difensore dell'anno, il primo cornerback ad aggiudicarsi il riconoscimento in un decennio.
Gilmore aprì la stagione 2020 con un intercetto su Ryan Fitzpatrick, l'unico della sua stagione, nella vittoria sui Miami Dolphins. A fine stagione fu convocato per il suo quarto Pro Bowl (non disputato a causa della pandemia di COVID-19).

### Carolina Panthers
Il 6 ottobre 2021 Gilmore fu scambiato con i Carolina Panthers per una scelta del sesto giro del Draft 2023. A fine stagione fu convocato per il suo quinto Pro Bowl al posto di Jalen Ramsey, impegnato nel Super Bowl LVI, dopo avere terminato con 53 tackle e 3 intercetti.

### Indianapolis Colts
Il 15 aprile 2022 Gilmore firmò un contratto biennale dal valore di 23 milioni di dollari con gli Indianapolis Colts. Nell'unica stagione con la squadra mise a segno un record in carriera di 66 placcaggi, con 2 intercetti.

### Dallas Cowboys
Il 14 marzo 2023 Gilmore fu scambiato con i Dallas Cowboys per una scelta del quinto giro del Draft 2023.

### Minnesota Vikings
Il 18 agosto 2024 Gilmore firmó con i Minnesota Vikings un contratto di un anno del valore di 10 milioni di dollari. Nella gara disputata a Londra del quinto turno mise a segno l'intercetto decisivo su Aaron Rodgers a meno di un minuto dal termine che diede ai Vikings la vittoria per 23-17.

## Palmarès

### Franchigia
- Super Bowl : 1

New England Patriots: LIII
- American Football Conference Championship: 2

New England Patriots: 2017, 2018

### Individuale
- Miglior difensore dell'anno della NFL: 1

2019
- Convocazioni al Pro Bowl: 5

2016, 2018, 2019, 2020, 2021
- First-team All-Pro: 2

2018, 2019
- Difensore della AFC del mese: 1

ottobre 2019
- Leader della NFL in intercetti: 1

2019